# 1321
1321 је била проста година.

## Догађаји

### Непознати датум
- Краљ Милутин је подигао Црква Успења Пресвете Богородице у Грачаници, касније Манастир Грачаница.

## Смрти
- 14. септембар — Данте Алигијери, италијански песник (* 1265)

### Октобар
- 29. октобар — Краљ Милутин (* око 1253)